# Ctenoplusia dorfmeisteri
Ctenoplusia dorfmeisteri är en fjärilsart som beskrevs av Felder 1874. Ctenoplusia dorfmeisteri ingår i släktet Ctenoplusia och familjen nattflyn. Inga underarter finns listade i Catalogue of Life.

## Bildgalleri

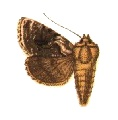